# Danny Dhondt
Danny Dhondt est un pongiste français des années 1960. Il s'est révélé avec le club du CSJ Halluin en réalisant « l'exploit sportif de l'année » (dixit à l'époque le quotidien L'Équipe)[réf. souhaitée] en battant le club de Fontenay, champion de France en titre.
À la suite de cet exploit, il est recruté par l’équipe d’Amiens STT et associé aux internationaux Jacques Gambier et Jacques Hélaine (nommé en 2011 président de la FFTT), Danny Dhondt remportait le titre de champion de France par équipes, en 1968 et 1969.
Il poursuit sa brillante carrière dans la prodigieuse équipe du CSA Kremlin-Bicêtre formée des internationaux et des champions de France Jacques Secrétin (17 fois en simple de 1966 à 1986) et Vincent Purkart (1964 et 1965). Ensemble, ils remporteront six titres de champion de France par équipes (1973-74-75-78-79-80), et ils seront ½ finaliste de la Coupe d’Europe des Clubs en 1974 et 1976.
Assurément, l’ancien pongiste frontalier possède l’un des plus beaux palmarès de l’histoire sportive halluinoise… En simples, il devient également vice-champion de France en 1969, battu par  Jacques Secrétin. Associé à ce dernier, Danny Dhondt fut sacré à quatre reprises champion de France en double (1967-70-71-72), et aussi finaliste en double-mixtes avec Claude Bergeret en 1972. Il obtenait également la Médaille d’Or aux Jeux Méditerranéens.
En 2003, son nom est attribué à la salle omnisports de la ville d'Halluin.